# Morando Morandini
Morando Morandini (Milano, 21 luglio 1924 – Milano, 17 ottobre 2015) è stato un critico cinematografico, storico del cinema, giornalista e direttore artistico italiano.

## Biografia
Morandini crebbe a Como, dove in gioventù fondò il 5 maggio 1950 il Circolo del Cinema di Como (aderente alla FICC, Federazione Italiana dei Circoli del Cinema). Cinque i soci fondatori: Luigi Lampredi, Morando Morandini, Giorgio Mottana, Mariano Saldarini e Antonio Spallino.
Giovanissimo aderisce alla Repubblica di Salò, ma ormai siamo agli sgoccioli della guerra e la Repubblica Sociale Italiana (RSI) è alla disfatta. In seguito, senza negare le responsabilità circa la propria scelta, ammetterà che l'adesione alla RSI fu un grave errore che avrebbe rimpianto per il resto della propria vita. Nel 1947 divenne giornalista professionista: scrisse per i quotidiani L'Ordine (dal 1945 al 1949), La Notte (dal 1952 al 1961), Stasera (dal 1961 al 1962) e Il Giorno (dal 1965 al 1998), occupandosi di cinema, televisione e teatro. Nel 1958 fondò la rivista specializzata Schermi e collaborò con numerosi periodici e riviste cinematografiche. Dopo l'attentato di piazza Fontana (12 dicembre 1969) diede vita con Marco Nozza, Guido Nozzoli, Giorgio Bocca e altri al «BCD: Bollettino di controinformazione democratica».
Venne chiamato a prendere parte come attore in due film: Prima della rivoluzione di Bernardo Bertolucci (1964) e Remake di Ansano Giannarelli (1987), nel quale impersonò se stesso.
Nel 1980 il figlio Paolo fu coinvolto nel gruppo terroristico di matrice comunista Brigata XXVIII marzo, resosi responsabile a Milano dell'omicidio del giornalista Walter Tobagi. Paolo Morandini fu arrestato dalle forze dell'ordine a Milano ai primi di ottobre, dopo le rivelazioni del fondatore Marco Barbone, che coinvolse tutti i membri del gruppo.
Tra il 1984 e il 1997 diresse il festival Anteprima di Bellaria, che lo richiamò alla direzione nel 2002. Fu autore e curatore di numerosi volumi di storia del cinema, tra cui la Storia del cinema edita da Garzanti nel 1998 (con Goffredo Fofi e Gianni Volpi). Nel 1995 scrisse il libro autobiografico-metodologico Non sono che un critico, ricco di riflessioni e consigli sul mestiere di critico cinematografico. Nel 1998 vinse il Premio Flaiano per la critica cinematografica. Dal 1998, assieme alla moglie Laura e la figlia Luisa, legò il proprio nome al Dizionario dei film pubblicato a cadenza annuale da Zanichelli col nome Il Morandini, e che contiene un gran numero di film recensiti dal critico, circa 26 000.
Dal 2003 collaborò attivamente con il mensile Duellanti fondato da Gianni Canova. Nel 2004 fondò a Levanto, in onore della moglie, il Laura Film Festival. Collaborò con la figlia Luisa alla rivista Telesette e fu responsabile della rivista culturale Odissea. Morandini fu inoltre protagonista del documentario Morando Morandini non sono che un critico realizzato nel 2009 da Tonino Curagi e Anna Gorio, prodotto dal settore cultura della provincia di Milano in collaborazione con Lumiere & Co.

## Filmografia
- Prima della rivoluzione, regia di Bernardo Bertolucci (1964)
- Remake (film), regia di Ansano Giannarelli (1987)
- A Laura, regia di Amedeo Fago (2004)
- Morando Morandini non sono che un critico, regia di Tonino Curagi e Anna Gorio (2009)
- Je m'appelle Morando - Alfabeto Morandini, regia di Daniele Segre (2010)
- Morando's music, regia di Luigi Faccini (2012)
- Rubando bellezza, regia di Laura Bagnoli, Danny Biancardi e Fulvio Wetzl (2015)